# Витенбек
Витенбек (њем. Wittenbeck) општина је у њемачкој савезној држави Мекленбург-Западна Померанија. Једно је од 59 општинских средишта округа Бад Доберан. Према процјени из 2010. у општини је живјело 796 становника. Посједује регионалну шифру (AGS) 13051083.

## Географски и демографски подаци
Витенбек се налази у савезној држави Мекленбург-Западна Померанија у округу Бад Доберан. Општина се налази на надморској висини од 43 метра. Површина општине износи 9,9 km². У самом мјесту је, према процјени из 2010. године, живјело 796 становника. Просјечна густина становништва износи 80 становника/km².